# Catherine Chan
Catherine Chan (Chicago, Illinois; 27 de junio de 1999) es una actriz estadounidense, reconocida por interpreta a Mei de la película de acción Safe.

## Carrera
Inició en el cortometraje Aftershock como la hija de Baojia. En 2012, apareció en la película de acción Safe como Mei. Más tarde, interpretó como China en la serie de comedia y dramática Weeds.

## Filmografía
| Año  | Título     | Personaje         | Notas                                                                |
| ---- | ---------- | ----------------- | -------------------------------------------------------------------- |
| 2010 | Aftershock | La hija de Baojia | Cortometraje                                                         |
| 2012 | Safe       | Mei               | [ 1 ]                                                                |
| 2012 | Weeds      | China             | Episodios: «It's Time, Part 1» (sin acreditar) & «It's Time, Part 2» |
| TBA  | Hood Food  | Dra. Ng           | Preproducción                                                        |